# Fachverlag Dr. H. Arnold
Der Fachverlag Arnold GmbH wurde 1911 zusammen mit der Buchhandlung Arnold in Dortmund–Mengede gegründet. Im Kerngeschäft werden die beiden Fachzeitschriften ElektroWirtschaft und Nahverkehrs-praxis verlegt. Zu den Fachzeitschriften gehört jeweils auch ein Online-Bereich, der tagesaktuelle News, App-Ausgaben und regelmäßige Newsletter rund um die beiden Fachzeitschriften und ihre Themen veröffentlicht.

## Geschichte
Am 1. Dezember 1911 legte Ernst Arnold mit der Gründung einer Druckerei und der dazugehörigen Buch- und Schreibwarenhandlung den Grundstein des Unternehmens. Mit der Unterstützung seiner Ehefrau Hedwig Arnold begann ab 1913 der wirtschaftliche Aufstieg des Familienunternehmens. Der Weg zum Fachverlag begann mit der Herstellung von Familiendrucksachen und ähnlichen Akzidenzen örtlicher Auftraggeber.
Nach dem Ersten Weltkrieg rief Ernst Arnold die „Mengeder Zeitung“ ins Leben, die später in „Dortmunder Nord-West-Zeitung“ umbenannt wurde. Aufgrund der positiven Auftragslage wurde 1925 der Neubau am Mengeder Markt bezogen, der heute noch Firmensitz des Fachverlages ist. Obwohl während des Zweiten Weltkrieges erhebliche Teile des Unternehmens zerstört wurden, gelang eine Wiederaufnahme des Betriebes.
Helmut Arnold, ausgebildeter Schriftsetzer und ehemaliger Redakteur beim „Handelsblatt“, trat 1945 in das Unternehmen ein, übernahm 1950 die Geschäftsleitung und führte das Unternehmen zum Erfolg.
1948 wurde die erste Fachzeitschrift des Verlages, die „ElektroWirtschaft“, als „Alleiniges Organ des Bundesverbandes des Elektro-Großhandel (VEG)“ herausgegeben. Die Etablierung als Fachverlag wurde mit dem Kauf der Zeitschrift „Nahverkehrs-praxis“ vertieft und um eine neue Branche erweitert.
1990 trat Gudrun Arnold-Schoenen das Erbe ihres Vaters an und wurde Herausgeberin und Chefredakteurin der Fachzeitschriften. Sie strukturierte den Verlag neu und lagerte das Druckereigeschäft und die Zeitungsherausgabe aus, um nachfolgend die Fachzeitschriften als Hauptmedien und Kernkompetenzen des Unternehmens zu etablieren. Der klassische Printbereich wurde um Multimedia-Angebote ergänzt.